# Driedaagse De Panne - Koksijde 2013
La Driedaagse De Panne - Koksijde 2013 (it.: Tre giorni di La Panne - Koksijde), trentasettesima edizione della corsa, valida come prova del circuito UCI Europe Tour 2013 categoria 2.HC, si svolse in due tappe e due semitappe dal 26 al 28 marzo 2013 per un percorso di 528,45 km. Fu vinta dal francese Sylvain Chavanel, che terminò la gara in 12h34'28" alla media di 42,403 km/h.
Al traguardo di De Panne furono 111 i ciclisti che completarono la gara.

## Tappe
| Tappa  | Data     | Percorso                     | km     | Vincitore di tappa | Leader cl. generale |
| ------ | -------- | ---------------------------- | ------ | ------------------ | ------------------- |
| 1ª     | 26 marzo | Middelkerke > Zottegem       | 197,3  | Peter Sagan        | Peter Sagan         |
| 2ª     | 27 marzo | Oudenaarde > Koksijde        | 208,9  | Mark Cavendish     | Mark Cavendish      |
| 3ª-1ª  | 28 marzo | De Panne > De Panne          | 109,7  | Alexander Kristoff | Alexander Kristoff  |
| 3ª-2ª  | 28 marzo | De Panne (cron. individuale) | 14,75  | Sylvain Chavanel   | Sylvain Chavanel    |
| Totale | Totale   | Totale                       | 528,45 |                    |                     |

## Squadre e corridori partecipanti
| N.      | Cod. | Squadra                   |
| ------- | ---- | ------------------------- |
| 1-8     | OPQ  | Omega Pharma-Quickstep    |
| 11-17   | CAN  | Cannondale Pro Cycling    |
| 21-28   | LTB  | Lotto-Belisol Team        |
| 31-38   | OGE  | Orica-GreenEDGE           |
| 41-48   | AST  | Astana Pro Team           |
| 51-58   | VCD  | Vacansoleil-DCM           |
| 61-68   | ARG  | Team Argos-Shimano        |
| 71-78   | KAT  | Katusha Team              |
| 81-88   | LAM  | Lampre-Merida             |
| 91-98   | FDJ  | FDJ                       |
| 101-108 | EUC  | Team Europcar             |
| 111-118 | VIN  | Vini Fantini-Selle Italia |

| N.      | Cod. | Squadra                     |
| ------- | ---- | --------------------------- |
| 121-128 | BAR  | Bardiani Valvole-CSF Inox   |
| 131-138 | CSS  | Champion System             |
| 141-148 | TSV  | Topsport Vlaanderen-Baloise |
| 151-158 | APP  | Team NetApp-Endura          |
| 161-168 | UHC  | UnitedHealthcare            |
| 171-178 | CRE  | Crelan-Euphony              |
| 181-188 | RVL  | RusVelo                     |
| 191-198 | MTN  | MTN-Qhubeka                 |
| 201-208 | ACC  | Accent.jobs-Wanty           |
| 211-218 | MMM  | Team 3M                     |
| 221-228 | SKT  | An Post-ChainReaction       |

## Dettagli delle tappe

### 1ª tappa
- 26 marzo: Middelkerke > Zottegem – 197,3 km

Risultati
| Pos. | Corridore          | Squadra      | Tempo    |
| ---- | ------------------ | ------------ | -------- |
| 1    | Peter Sagan        | Cannondale   | 5h00'27" |
| 2    | Arnaud Démare      | FDJ          | s.t.     |
| 3    | Alexander Kristoff | Katusha Team | s.t.     |

| Pos. | Corridore          | Squadra      | Tempo    |
| ---- | ------------------ | ------------ | -------- |
| 1    | Peter Sagan        | Cannondale   | 5h00'17" |
| 2    | Arnaud Démare      | FDJ          | a 4"     |
| 3    | Alexander Kristoff | Katusha Team | a 6"     |

### 2ª tappa
- 27 marzo: Oudenaarde > Koksijde – 208,9 km

Risultati
| Pos. | Corridore         | Squadra      | Tempo    |
| ---- | ----------------- | ------------ | -------- |
| 1    | Mark Cavendish    | Omega Pharma | 4h46'57" |
| 2    | Elia Viviani      | Cannondale   | s.t.     |
| 3    | Francesco Chicchi | Vini Fantini | s.t.     |

| Pos. | Corridore          | Squadra      | Tempo    |
| ---- | ------------------ | ------------ | -------- |
| 1    | Arnaud Démare      | FDJ          | 9h47'18" |
| 2    | Alexander Kristoff | Katusha Team | a 2"     |
| 3    | Mark Cavendish     | Omega Pharma | a 5"     |

### 3ª tappa - 1ª semitappa
- 28 marzo: De Panne > De Panne – 109,7 km

Risultati
| Pos. | Corridore          | Squadra      | Tempo    |
| ---- | ------------------ | ------------ | -------- |
| 1    | Alexander Kristoff | Katusha Team | 2h29'02" |
| 2    | Sacha Modolo       | Bardiani     | s.t.     |
| 3    | Elia Viviani       | Cannondale   | s.t.     |

| Pos. | Corridore          | Squadra      | Tempo     |
| ---- | ------------------ | ------------ | --------- |
| 1    | Alexander Kristoff | Katusha Team | 12h16'16" |
| 2    | Arnaud Démare      | FDJ          | a 4"      |
| 3    | Mark Cavendish     | Omega Pharma | a 9"      |

### 3ª tappa - 2ª semitappa
- 28 marzo: De Panne – Cronometro individuale – 14,75 km

Risultati
| Pos. | Corridore        | Squadra      | Tempo  |
| ---- | ---------------- | ------------ | ------ |
| 1    | Sylvain Chavanel | Omega Pharma | 18'03" |
| 2    | Anton Vorobyev   | Katusha Team | a 19"  |
| 3    | Lieuwe Westra    | Vacansoleil  | a 21"  |

| Pos. | Corridore          | Squadra      | Tempo     |
| ---- | ------------------ | ------------ | --------- |
| 1    | Sylvain Chavanel   | Omega Pharma | 12h34'28" |
| 2    | Alexander Kristoff | Katusha Team | a 22"     |
| 3    | Niki Terpstra      | Omega Pharma | a 31"     |

## Evoluzione delle classifiche
| Tappa              | Vincitore          | Classifica generale | Classifica a punti | Classifica scalatori | Classifica sprint | Classifica a squadre   | Premio combattività |
| ------------------ | ------------------ | ------------------- | ------------------ | -------------------- | ----------------- | ---------------------- | ------------------- |
| 1ª                 | Peter Sagan        | Peter Sagan         | Peter Sagan        | Marco Haller         | Koen Barbé        | FDJ                    | Marco Haller        |
| 2ª                 | Mark Cavendish     | Arnaud Démare       | Arnaud Démare      | Marco Haller         | Koen Barbé        | Omega Pharma-Quickstep | Mattia Pozzo        |
| 3ª-1ª              | Alexander Kristoff | Alexander Kristoff  | Alexander Kristoff | Marco Haller         | Koen Barbé        | Omega Pharma-Quickstep | Niko Eeckhout       |
| 3ª-2ª              | Sylvain Chavanel   | Sylvain Chavanel    | Alexander Kristoff | Marco Haller         | Koen Barbé        | Omega Pharma-Quickstep | non assegnato       |
| Classifiche finali | Classifiche finali | Sylvain Chavanel    | Alexander Kristoff | Marco Haller         | Koen Barbé        | Omega Pharma-Quickstep | Koen Barbé          |

## Classifiche della corsa

### Classifica generale - Maglia bianca
| Pos. | Corridore               | Squadra       | Tempo     |
| ---- | ----------------------- | ------------- | --------- |
| 1    | Sylvain Chavanel        | Omega Pharma  | 12h34'28" |
| 2    | Alexander Kristoff      | Katusha Team  | a 22"     |
| 3    | Niki Terpstra           | Omega Pharma  | a 31"     |
| 4    | Johan Le Bon            | FDJ           | a 32"     |
| 5    | Lieuwe Westra           | Vacansoleil   | a 38"     |
| 6    | Tom Dumoulin            | Argos-Shimano | a 51"     |
| 7    | Luke Durbridge          | Orica-GreenE. | a 52"     |
| 8    | David Boucher           | FDJ           | a 57"     |
| 9    | Guillaume V. Keirsbulck | Omega Pharma  | a 58"     |
| 10   | Mark Cavendish          | Omega Pharma  | a 1'06"   |

### Classifica a punti - Maglia verde
| Pos. | Corridore          | Squadra      | Punti |
| ---- | ------------------ | ------------ | ----- |
| 1    | Alexander Kristoff | Katusha Team | 43    |
| 2    | Arnaud Démare      | FDJ          | 32    |
| 3    | Elia Viviani       | Cannondale   | 26    |
| 4    | Sylvain Chavanel   | Omega Pharma | 24    |
| 5    | Mark Cavendish     | Omega Pharma | 23    |

### Classifica scalatori - Maglia rossa
| Pos. | Corridore         | Squadra        | Punti |
| ---- | ----------------- | -------------- | ----- |
| 1    | Marco Haller      | Katusha Team   | 40    |
| 2    | Mattia Pozzo      | Vini Fantini   | 23    |
| 3    | Matthew Brammeier | Champion Sys.  | 20    |
| 4    | Koen Barbé        | Crelan-Euphony | 18    |
| 5    | Sylvain Chavanel  | Omega Pharma   | 4     |

### Classifica sprint - Maglia azzurra
| Pos. | Corridore          | Squadra        | Punti |
| ---- | ------------------ | -------------- | ----- |
| 1    | Koen Barbé         | Crelan-Euphony | 16    |
| 2    | Dmitrij Gruzdev    | Astana         | 6     |
| 3    | Alessandro Bazzana | UnitedHealthc. | 3     |
| 4    | Mattia Pozzo       | Vini Fantini   | 2     |
| 5    | Marco Haller       | Katusha Team   | 2     |

### Classifica a squadre
| Pos. | Squadra                     | Tempo     |
| ---- | --------------------------- | --------- |
| 1    | Omega Pharma-Quickstep      | 37h44'45" |
| 2    | Katusha Team                | a 1'17"   |
| 3    | FDJ                         | a 1'36"   |
| 4    | Orica-GreenEDGE             | a 1'42"   |
| 5    | Topsport Vlaanderen-Baloise | a 2'32"   |